# کتابخانه نظریه اعداد
کتابخانه نظریه اعداد (به انگلیسی: Number Theory Library یا به اختصار NTL)، کتابخانه‌ای برای زبان برنامه‌نویسی سی++ است که برای انجام دادن فعالیت‌های مرتبط با نظریه اعداد استفاده می‌شود. این کتابخانه از اعداد صحیح با طول دلخواه و همچنین از اعداد ممیز شناور با دقت دلخواه، فیلد متناهی، بردارها، ماتریس‌ها، چندجمله‌ایها و جبر خطی اساسی پشتیبانی می‌کند. این کتابخانه یک نرم‌افزار آزاد است و تحت پروانه جی‌پی‌ال عرضه می‌شود.